# Saison 26 de New York, unité spéciale
Chronologie
Saison 25 Saison 27
Cet article présente la vingt-sixième saison de New York, unité spéciale, ou La Loi et l'Ordre : Crimes sexuels au Québec, (Law and Order: Special Victims Unit) qui est une série télévisée américaine.

## Distribution

### Acteurs principaux
- Mariska Hargitay (VF : Dominique Dumont) : capitaine Olivia Benson
- Ice-T (VF : Jean-Paul Pitolin) : sergent Odafin Tutuola
- Peter Scanavino (VF : Jérôme Pauwels) : substitut du procureur Dominick « Sonny » Carisi Jr.
- Octavio Pisano : inspecteur Joe Velasco
- Kevin Kane : inspecteur Terry Bruno
- Juliana Aidén Martinez : inspecteur Kate Silva

### Invitée spéciale
- Kelli Giddish : Sergent Amanda Rollins[1] (épisodes 3, 8, 9, 17, 20)

### Acteurs récurrents

#### Membres de l'Unité spéciale
- Aime Donna Kelly : Capitaine Renee Curry (épisodes 1, 2, 3, 4, 5, 7, 9, 10, 11, 15, 16, 18, 19, 20, 21 et 22)

#### Avocats de la défense
- Nathan Klau : avocat de la défense Brian Bell (épisodes 1, 20)
- Janie Brookshire : avocate de la défense Celeste Palmer (épisodes 2 et 12)
- Robbie Williams : avocat de la défense Mason Carter (épisode 3)
- Brian Cade : avocat de la défense Harris Malone (épisodes 4 et 11)
- Erin Anderson : avocate de la défense April Andrews (épisodes 7, 8)
- Selena Anduze : avocate de la défense Jasmine Gaffney (épisode 9)
- Philip Hernandez : avocat Norman Valdez (épisode 9)
- Anthoula Katsimatides : avocate de la défense Meryl Smith (épisode 10)
- Paige Jennifer Barr : avocate de la défense Lisa Turner (épisodes 11, 21)
- Kathleen Choe : avocate de la défense Julie Kang (épisode 12)
- Zeby Khan: avocat de la défense Hari Karanth (épisode 12)
- Asa James : avocat de la défense Kingston Giddens (épisodes 13, 18)
- Elizabeth Marvel : avocate de la défense Rita Calhoun (épisode 19)
- Kyle Merks : avocat de la défense Beck Byrd (épisode 21)

#### Juges
- Stephen C. Bradbury : juge Colin McNamara (épisodes 2, 12, 14)
- Michael Mastro : juge D. Serani (épisodes 3, 5, 13)
- Victoire Charles : juge Stella McRae (épisodes 9, 17)
- Ami Brabson : juge Karyn Blake (épisodes 11, 19)
- Marc Webster : juge Charles Pervus (épisode 14)
- Olga Merediz : juge Roberta Martinez (épisode 16)
- Mary E. Hodges : juge Anita Wright (épisode 20)

#### Entourage de l'Unité spéciale
- Charlotte Cabell : Jesse Rollins (épisodes 4, 9, 20)
- Beatrice Mallow : Billie Rollins (épisodes 9, 20)
- Ryan Buggle : Noah Porter-Benson (épisodes 19, 20)

## Production
En août 2024, sur son compte Instagram, l'actrice Mariska Hargitay publie une photo du casting de cette saison, complété par deux nouveaux acteurs. Alors qu'elle incarne toujours l'Unité spéciale à travers son personnage le capitaine Olivia Benson entouré par le sergent Odafin Tutuola joué par Ice-T et l'inspecteur Joe Velasco, interprété par Octavio Pisano depuis la saison 23 sur le cliché en question, la brigade est renforcée par l'arrivée officielle au générique du détective Terry Bruno, remplaçant de Amanda Rollins depuis le milieu de la saison 24 et représenté par Kevin Kane, et une jeune recrue, Kate Silva, possédant les traits de l'actrice Juliana Aidén Martinez.
En outre, productrice depuis la saison 16, Hargitay souhaite faire revenir le personnage de Amanda Rollins qui, dans la série, a quitté l'Unité spéciale au début de la saison 24 pour enseigner la psychologie criminelle à l'Université Fordham et, depuis la saison 25, élever son petit garçon eu avec son mari et ancien collègue le substitut du procureur Dominick Carisi, Jr. En réalité, elle a été congédiée par la production en 2022 et, depuis, elle est revenue brièvement dans la saison précédente lors des épisodes 1 et 11.
Début mai 2025, alors que la saison s'achève et que la série est renouvelée pour une vingt-septième saison, les spectateurs apprennent que les producteurs suppriment les personnages de l'inspecteur Joe Velasco, interprété par Octavio Pisano depuis la saison 23, et la nouvelle recrue l'inspecteur Kate Silva, jouée par Juliana Aidén Martinez. En d'autres mots, les motifs étant inconnus du grand public, ils quittent la série lors du final de cette saison.

## Liste des épisodes

### Épisode 1:Lève-toi et rayonne
- États-Unis /  Canada : 3 octobre 2024 sur NBC / Citytv
- Suisse : 19 août 2025 sur RTS 1
- France : 25 août 2025 sur TF1

- États-Unis : 3,81 millions de téléspectateurs[5]

- Lexi Minetree : Elodie Whitfield
- Jeremy Gill : Teddy Hall
- Ari Dalbert : Sam Ellis
- August Blanco : Damon Reynolds
- Jason Bowen : Détective Marcus Perry
- Victoire Charles : Juge Stella McRae
- Elizabeth Alderfer : Kelsey Sommers
- Selena Anduze : Conseillère Jasmine Gaffney
- Larkin Reilly : Shelli Henson
- Virginia Louise Smith : Donna Henson
- Michele Ammon : Clare Whitfield
- Trent Stone : Derek Whitfield
- Lauren Marcus : Samantha Jones
- Damani Varnado : Antoine Wilson
- Dominic Marcus : Joueur d'échec
- Nathan Klau : Conseiller Brian Bell
- Matt Tang : Technicien médico-légal
- Debra Wassum : Présidente du jury
- Frances Dell Bendert : Infirmière SANE
- Lionel Segee Moise : Journaliste #1
- María Victoria Martínez : Journaliste #2
- Luciano Acuna Jr. : Étudiant #1
- Kyli Zion : Étudiant #2

### Épisode 2:Le Journal intime
- États-Unis /  Canada : 10 octobre 2024 sur NBC / Citytv
- Suisse : 26 août 2025 sur RTS 1
- France : 1er septembre 2025 sur TF1

- États-Unis : 3,77 millions de téléspectateurs[6]

- Johanna Braddy : Maggie Andrews
- Brett Cullen : juge Leonard Andrews
- Evander Duck, Jr. : juge Jordan Dawes
- Zack Gold : Jack Smith
- Mark Moses : avocat Jan Green
- Christa Scott-Reed : avocate Frances Carnes
- Jessica Tuck : Lillian Andrews
- Ryan Wellington : Charles Andrews
- Joanna Whicker : Peyton Andrews
- Edie Salas Miller : officier Tiffany Gomez

### Épisode 3:Les Cambrioleurs
- États-Unis /  Canada : 17 octobre 2024 sur NBC / Citytv
- Suisse : 2 septembre 2025 sur RTS 1
- France : 8 septembre 2025 sur TF1

- États-Unis : 3,19 millions de téléspectateurs[7]

- John Clarence Stewart : détective Vince Corgan
- Emily Jackson : Nora Fletcher
- Adam Aalderks : James Fletcher
- Ben Jeffrey : Graham Martin
- John Hemphill : Dennis Maynard
- Kate Abbruzzese : Valerie Martin
- Pawel Szajda : Alex Neziri
- David Garelik : Aldrit Neziri
- David Gazzo : avocat Rick Caldwell
- Roman Mitichyan : Zef Sokoli
- Luis Moco : Sandro Nikolla
- Quentin Nguyen-Duy : officier Eric Tran
- Jerry D. O'Donnell : commandant Gavin Sullivan
- Pearl Sun : Dr. Janice Chin

### Épisode 4:La Première fois
- États-Unis /  Canada : 24 octobre 2024 sur NBC / Citytv
- Suisse : 9 septembre 2025 sur RTS 1

- États-Unis : 3,44 millions de téléspectateurs[8]

- Troy Garity : Josh Blake
- Allison McAtee : Paula Blake
- Zak Orth : avocat de la défense Harry Kagan
- Rosie Benton : Allison Brolin
- Maya Drake : Hannah Brolin
- Landon Maas : Ryan Blake
- Jaden Waldman : Toby Moore
- Marisa Brown : Sandra Moore
- Domenic Innarella : Andrew Davis
- Clyde Alves : Zack Davis
- Zani Jones Mbayise : Simona Johnson
- Connie Giordano : Carissa Quinn
- Jeff Barry : Alec Quinn
- Ari Brand : Timothy Cottle
- Josh Alvarez : le serveur
- Paul Bomba : officier Bobby Nardone
- Christine Toy Johnson : Dr. Celia Lee

### Épisode 5:Sextos, mensonges et vidéos
- États-Unis /  Canada : 31 octobre 2024 sur NBC / Citytv
- Suisse : 16 septembre 2025 sur RTS 1

- États-Unis : 3,52 millions de téléspectateurs[9]

- Elizabeth Alderfer : Kelsey Sommers
- Jessie Allen Hitner : Tyler Camden
- Leo Georgallis : Constantine Koutris
- Travis Przybylski : Neil Marsh
- Shanti Fiennes : Audra Miller
- Kylie McNeill : Ruby Conzo
- Mark DiConzo : Basil Koutris
- Ino Badanjak : avocate Eleni Horvath
- Nyseli Vega : Lisette Kemper
- Matt Magnusson : avocat Jerry Galese
- Katherine Wallach : Dot Sommers
- Shawn Andrew : capitaine Sasso
- Jack Millard : Mario
- Ruth Kavanagh : Irma
- Josephine Delaloye : Josie Conzo

### Épisode 6:Sur le sentier des Appalaches
- États-Unis /  Canada : 7 novembre 2024 sur NBC / Citytv
- Suisse : 23 septembre 2025 sur RTS Un

- États-Unis : 3,13 millions de téléspectateurs[10]

- Josh Cooke : agent Harrison Clay
- Anthony E. Williams : agent du FBI Strick
- Graham Patrick Martin : Chris Becker
- Jama Williamson : Laura Hughes
- Gina Costigan : Virginia Becker
- Justin James Boykin : officier Jonah Nelson
- Joe Cassidy : chef Jordan Wells
- Mike Shapiro : Dr. Isaac Haimes
- Greg Roman : avocat David Miller
- Kraig Dane : Danny O'Brien
- Carey Van Driest : Dr. Isabella Freed
- Jen Parker Davis : Ellie Hughes
- Emma Ladji : Kayla Gerard

### Épisode 7:Une nuit de trop
- États-Unis /  Canada : 14 novembre 2024 sur NBC / Citytv
- Suisse : 30 septembre 2025 sur RTS Un

- Ciara Monique : Wallen Sipes
- Faith Rodriguez : Jade Walker
- Jade Radford : Alondra Ives
- Easton Michaels : Delphine Magnifique
- Stephanie Gomérez : Tiana Rivera
- Miguel Cervantes : Miguel Rivera
- Erin Quill : Dr. Adrienne Wright
- Tarra McGowan-Riggs : Yolanda Sipes
- Anvita Gattani : Lexi Hall
- Anne Troup : principale Regina Callahan
- DeRon Cash : Samy
- Dwelvan David : Parlay
- Ari Brand : Timothy Cottle

### Épisode 8:À l'épicerie du coin
- États-Unis /  Canada : 21 novembre 2024 sur NBC / Citytv
- Suisse : 7 octobre 2025 sur RTS Un

- Keith Machekanyanga : Deonte Mosley
- Silas Weir Mitchell : Boyd Lynch
- Paige Herschell : Tess Milburn
- Turhan Troy Caylak : Ali Imran
- Pilar Uribe : commandant Fran Volpe
- Jordan Mahome : lieutenant de la négociation Mack Ford
- Tori Khalil : Elizabeth Alden
- Samantha Nixon : Clancy

### Épisode 9:First Light
- États-Unis /  Canada : 16 janvier 2025 sur NBC / Citytv

- Amy Landecker : Katherine Vernon
- Alex Morf : Tommy Gallagher
- Kirsten Scoles : Annette Gallagher
- James M. Reilly : Derek Poole
- Keri Safran : Dr. Silva
- Leland Orser : Harris Vernon
- DeAnna Supplee : Monique
- Ryan Bronston : Sam
- Michael Benjamin Hernandez : Dan Castellano
- Casey Worthington : Joseph Bailey
- Gilbert Domally : Gregory Adams

### Épisode 10:Master Key
- États-Unis /  Canada : 23 janvier 2025 sur NBC / Citytv

- Zach Appelman : Michael Strickland
- Ricky Garcia : Anthony Reed
- Monnae Michaell : Aurora Miller
- Victor Cruz : l'avocat de Anthony
- Nancy Nagrant : Sheryl Hess
- Natalie Liconti : M.E. Libby Wagner
- Jo Twiss : Leslie Clark
- Chinua Baraka Payne : Eric
- Lev Steinberg : Franky
- Coleman Simmons : William
- Anthony Barrett, Jr. : Joshua
- Dayaun DeWitt-Waiters : Liz
- Thamer Jendoubi : officier Kivlahan
- Kat Donachie : scientifique technicienne

### Épisode 11:Deductible
- États-Unis /  Canada : 30 janvier 2025 sur NBC / Citytv

- Michael McGrady : Jim Hogan
- David Alan Basche : Frank Bailey
- Nicole Zyana : Kyra Thompson
- Lucy Owen : Grace Callaghan
- Leo Easton Kelly : Jay Thompson
- Elizabeth Brady : Morgan
- Kurt Uy : George Kenney
- Housso Semon : Abina Asante
- Kyle Kankonde : officier Terry Moore
- Sarahgrace Mariani : Marcy Mann
- Nikki Silva : Candace Alesky
- Minna So : July Moore
- Alaina Arroyo : Maisie
- Rachel Deacon : infirmière Jen Burrows
- Tyree Michael Simpson : sergent de bureau

### Épisode 12:Calculated
- États-Unis /  Canada : 13 février 2025 sur NBC / Citytv

- Tony Goldwyn : procureur Nicholas Baxter
- Victoria Russell : Leah Hayward
- Jared Canfield : Adam Parker
- Angela Reed : Alyssa Sanders
- Kelly Frye : Sharon Hayward
- Nik Sharp : Matthew Daly
- Theodore Olson-Johnson : Eli Sanders
- Katie Kreisler : Fran Daly
- David Christopher Wells : William Banks
- Joshua David Robinson : Daniel Hobbs
- Ryan Anthony Holcomb : Oliver Banks
- Michael J. Sanchez : officier Chilton
- Joey Pittorino : Logan Freed
- Nicholas Matos : Martin Lockley
- Jennifer Apple : technicienne scientifique
- Mechelle Lassiter : Bailiff
- Scott Fowler : avocat Nathan Baker

### Épisode 13:Extinguished
- États-Unis /  Canada : 20 février 2025 sur NBC / Citytv

- Ethan Jones Romero : Danny Rocha
- Mariana Garzon Toro : Anna Beltran
- Andres Rodriguez : Moses Sanchez
- Chelsea Rivera : Yasmaris Beltran
- Alberto Bonilla : Ike Sanchez
- Jose Febus : Angel Rocha
- John-Peter Cruz : Eddie Soto
- Mia Morgan : Lina Brown
- Jannette Anton : Teresa Brown
- Manuel Poblete : Andres Beltran
- India Marin Stachrya : substitut du procureur Shannon Duffy
- Kenneth De Abrew : Omar Aziz
- Mark R. Anthony : Rudy
- Josiah Rivera : Joseph
- Steve Filice : commandant de circonscription
- Glen Llanes : James Aquino
- Ken Gregory : Fredo Vasquez
- Whitney McIntosh-Joseph : technicien scientifique

### Épisode 14:The Grid Plan
- États-Unis /  Canada : 27 février 2025 sur NBC / Citytv

- Donna Lynne Champlin : Megan Wallace
- Michelle Veintimilla : avocate Christine Vega
- Christian Mallen : Gerard Ridley
- Teddy Cañez : juge Daniel LaPorte
- Joe Lanza : Richard Wallace
- Erin Maher : Carly Simms
- Elise McCann : Celia Fowler
- Patricia Buckley : l'épouse du New Jersey
- George Demas : le mari du New Jersey
- Stephen Wallem : infirmier Rudy Syndergaard
- Tyree Michael Simpson : sergent de service

### Épisode 15:Undertow
- États-Unis /  Canada : 13 mars 2025 sur NBC / Citytv

- Marilyn Caserta : Stacey Moran
- Lee Aaron Rosen : Frank Perry
- Clea Alsip : Emily Perry
- Nathan Wallace : avocat Grant Moran
- Billy Keogh : Ryan Perry
- T. C. Matherne : Billy Moran
- Yvonne Valadez : juge Grace Mitchell
- Tyler Shore : Thomas D'Angelo
- Jorge Sanchez Diaz : Luis Martinez
- Lamar Richardson : Daryl Anderson
- Madeline Calais-King : avocate Miranda Whitmer
- Peter Stray : porte-parole du jury
- Mark Gorham : Tony Fusco
- Edelen McWilliams : technicienne scientifique Martin

### Épisode 16:Let Me Bring Pardon
- États-Unis /  Canada : 20 mars 2025 sur NBC / Citytv

- Garrett Coffey : pasteur Caleb Hartwell
- Andrew Dolan : avocat Anthony Sullivan
- Kristy Cates : Dr. Shannon Darcy
- Joanna Carpenter : avocate Emma Cartwright
- Monique Paulwell : Sheila Turner
- Kevin T. Collins : avocat George Andrews
- Madeline Anife : Lilith Hartwell
- Jama Williamson : Laura Hugues
- Graham Patrick Martin : Chris Becker
- Jen Parker Davies : Ellie Hugues
- Mike Shapiro : Dr. Isaac Haimes
- Greg Roman : avocat David Miller

### Épisode 17:Accomplice Liability
- États-Unis /  Canada : 3 avril 2025 sur NBC / Citytv

- Keith Machekanyanga : Deonte Mosley
- Paige Herschell : Tess Milburn
- Tori Khalil : Elizabeth Alden
- Betsy Aidem : Dr. Sloane
- Stacey Farber : substitut du procureur Camille Rourke
- Juan Pablo Raba : avocat Andre Vaughn
- Miles Dausuel : Marquis Wallace
- Jon Sklaroff : Jay Goldstein

### Épisode 18:The Accuser
- États-Unis /  Canada : 10 avril 2025 sur NBC / Citytv

- Erik Palladino : Nate Carson
- Caleb Malis : Sam Carson
- Carolyn Fagerholm : Angela Jones
- Todd A. Horman : Eddie Upshaw
- Kate Middleton : Jenny Upshaw
- Manuel Herrera : Carl Hess
- Mary Pursell : Jessica Carson
- Shavanna Calder : Dr. Evan Klein
- Lyla Tsiokos : Allie Solano
- Lyn Philistine : Yesenia Solano

### Épisode 19:Play with Fire
- États-Unis /  Canada : 17 avril 2025 sur NBC / Citytv

- Christopher Meloni : détective Elliot Stabler
- Maura Tierney : lieutenant Jessica Brady
- Hugh Dancy : substitut du procureur Nolan Price
- Tony Goldwyn : procureur Nicholas Baxter
- Mary B. McCann : déléguée Didi Denzler
- Reinaldo Faberlle : Lieutenant Paul Gomez
- J. Anthony Pena : Miguel Pinto
- Sara Gutierrez : Cassie Reyes
- Giovanna Alcântara Drummond : Gina Briones
- Britnie Narcisse : Charisse Johnson
- Al Vicente : Père Alberto
- Jaben Early : inspecteur-adjoint Gorman
- Mariel Martinez : Beatriz Soto
- Charles Edwin Powell : Mueller Hayes
- Erika Longo : Donna Longo
- Mychelle Dangerfield : Nurse Tiarra Quinn
- Alex Tomais : Nurse Viva Peralta
- Andrea Canizares-Fernandez : Isabel
- Benjamin Standford : Sean O'Brien
- Manuel Santos : Eric Newman
- Edlyn Gonzalez Oliveras : Gloria Ortega
- Natalie Liconti : Libby Wagner
- Steve Filice : chef Mark Barone
- Fergie L. Philippe : infirmier George Maledon

Cet épisode est la fin d'un cross-over commençant avec l'épisode 19 éponyme de la saison 24 de New York, police judiciaire. 

### Épisode 20:Shock Collar
- États-Unis /  Canada : 1er mai 2025 sur NBC / Citytv

- Lea Zawada : Cady Greene
- JJ Pyle : Nicole Carwood
- Aislin Echo Wood : Haley Greene
- Skylar T. Adams : Dennis Carwood
- John Brodsky : Scott Ramsey
- Debbie Troche : Tina Blackwood
- Geoff Schuppert : Gary Blackwood
- Sharon Wheatley : Liz Greenway
- Joshua Bess : Dylan Reed
- Cynthia Fray : Victoria Gray
- Jacob Keith Watson : Tom Holder
- Mia Reece : Rowan Breyer
- James Pravasilis : sergent John Grasso
- Tara Bopp : avocate Shirel Fischer
- Evan Alexander Smith : Reuben Amato
- Greg Lee : Dan Sakari
- David Rossmer : Jeff Kauffman
- Joe Boccia, Jr. : technicien Eric Alfaro
- Arielle Andryczak : Ashlynn Carwood
- Paul Bomba : officier Bobby Nardone
- Natalie Liconti : M.E. Libby Wagner
- Ruben Javier Caballero : expert en voiture Brandon Chestnut
- Steve Filice : chef des détectives Mark Barone
- Jennifer Apple : technicienne Jessica Lyons

### Épisode 21:Aperture
- États-Unis /  Canada : 8 mai 2025 sur NBC / Citytv

- Robert Beitzel : Derek Rhodes
- Kate MacCluggage : Natalie DeWinn
- Christian Campbell : Gordon DeWinn, Jr.
- Mickey Nixon : Jaden Thomas
- Glenn Rosenblum : Mark Ziegler
- Jason Pintar : Jeremy Smith
- Jenny Ashman : Avery Smith
- Christian Schulte : l'agent immobilier
- Aqeel T. Ash-Shakoor : commandant de circonscription
- Whitney McIntosh-Joseph : CSU technicien #1
- Matt Tang : CSU technicien #2
- Quentin Nguyen-Duy : officier Eric Tran

### Épisode 22:Post-Rage
- États-Unis /  Canada : 15 mai 2025 sur NBC / Citytv

- Betsy Brandt : Dr. Gretchen Stewart
- Michael Torpey : Dr. Gary Schwartz
- Brian Krinsky: Ted Schramm
- Sarah Goeke : Anne Fierro
- Christine Heesun Hwang : Nora James
- Liam Craig : Richard Wright
- Sean Wiberg : Leonard Crosby
- Grant Jay : Alex Burgess
- Matthew Warzel : détective Nate Smalls
- Sean Meehan : détective #2
- Leslie Black : Mindy Davis
- Nico Coucke : Anthony Fierro
- Yvonna Kopacz-Wright : Dr. Darby Wilder
- Natalie Liconti : médecin-légiste Libby Wagner
- Jerry D. O'Donnell : commandement département Gavin Sullivan
- Steve Filice : chef Mark Barone